# Condado de Peralta
El condado de Peralta es un título nobiliario español creado el 10 de abril de 1890 por el rey Alfonso XIII a favor de Francisca Tacón y Aché, Teniente Aya de S.M. el rey, facultándola para designar sucesor.
La condesa legó el título a la hija de su marido, Virginia Rosciano de Monleón. Esta falleció en 1892 sin haberlo reclamado, por lo que en 1909 se declaró su caducidad y fue suprimido. En 1912 Ignacio Fernández de Henestrosa solicitó la rehabilitación del título. Al fallecer este en 1949 lo reclamó su hijo Javier Fernández de Henestrosa y Chávarri, y lo obtuvo en 1952. En 1953 María Ana Tacón y Rodríguez de Rivas reclamó judicialmente el título, y tras varios recursos su reclamación fue admitida definitivamente en 1959. María Ana cedió el título a su hermana Matilde, pero al fallecer esta sin descendencia fue heredado por su sobrino Rafael Bernaldo de Quirós, hijo de María Ana.

## Condes de Peralta
|                           | Titular                                             | Periodo                   |
| Creación por Alfonso XIII | Creación por Alfonso XIII                           | Creación por Alfonso XIII |
| ------------------------- | --------------------------------------------------- | ------------------------- |
| I                         | Francisca Tacón y Aché                              | 1890-1891                 |
| II                        | Ignacio Fernández de Henestrosa y Tacón             | 1913-1949                 |
| III                       | Francisco Javier Fernández de Henestrosa y Chávarri | 1952-                     |
| IV                        | Matilde Tacón y Rodríguez de Rivas                  | 1960-1999                 |
| V                         | Rafael Bernaldo de Quirós y Tacón                   | 2002-2023                 |

## Historia de los condes de Peralta
- Francisca Tacón y Aché (fallecida en 1891), I condesa de Peralta. Se casó con José Rosciano. Le sucedió, en 1913, por designación, su primo segundo:[1]

- Ignacio Fernández de Henestrosa y Tacón (1878-1949), II conde de Peralta. Mayordomo de semana del rey Alfonso XIII, caballero de la Orden de Malta. Se casó con Josefina Chávarri y López-Domínguez.[1] Le sucedió, en 1952, su hijo:

- Francisco Javier Fernández de Henestrosa y Chávarri (nacido en 1903), III conde de Peralta.[1][3] Le sucedió, en 1960, por sentencia judicial de 1959:

- Matilde Tacón y Rodríguez de Rivas (1907-1999), IV condesa de Peralta.[1][4] Le sucedió en 2002 su sobrino, hijo de su hermana María Ana, V duquesa de la Unión de Cuba:

- Rafael Bernaldo de Quirós y Tacón (m. Madrid, 4 de enero de 2023«Esquela». ABC. Consultado el 11 de julio de 2025.), V conde de Peralta.[5]

Caso con Cristina Elío Rodríguez. Su hermana, María Estrella Bernaldo de Quirós y Tacón, ha solicitado la sucesión en el condado.